# Paillencourt

Paillencourt este o comună în departamentul Nord, Franța. În 1 ianuarie 2022 avea o populație de 1.022 de locuitori.